# Jaguar XK
La Jaguar XK est un coupé et un cabriolet — les deux ayant été développés en parallèle — de la marque anglaise Jaguar.
Sa première version est la Jaguar XK8, dérivée plus tard en version R plus sportive, et remplacée ensuite par une seconde génération.
Cette Jaguar est un coupé 2+2 haut de gamme de catégorie grand tourisme.
Cette voiture possède plusieurs concurrentes sur ce segment notamment les Maserati 3200 GT et 4200 GT puis GranTurismo, la BMW Série 6 F13, l'Aston Martin DB9 ou encore la Porsche 911.

## Jaguar XK8 /XKR (1996-2006)
La Jaguar XK8 est un coupé GT sorti en 1996, existant également en version cabriolet, ainsi qu'avec une motorisation équipée d'un compresseur Eaton (XKR) qui bénéficie d'une boîte de vitesses Mercedes-Benz. La première génération de Jaguar XK8 partage sa plate-forme, partiellement dérivée de celle des Jaguar XJS, avec l'Aston Martin DB7. Le design originel est de Geoff Lawson, auquel a succédé Ian Callum, pour les deux futures générations de Jaguar XK.
|  |  |

|  |  |

La silhouette féline des XK, en dépit de deux évolutions majeures en 2002 et 2006, demeure inchangée. Bois précieux et cuir sont très présents, bien que quelques plastiques aient fait leur apparition, et qu'il existe des versions privilégiant l'aluminium et le carbone. La capote du cabriolet est en tissu à triple isolation et non pas en métal. La Jaguar XKR est la version suralimentée de la XK8, produite à partir de 1998.
Le chiffre "8" de l'appellation, qui disparaît avec le nouveau modèle lancé en 2006, fait référence au nombre de cylindres du moteur 8 cylindres en V. La cylindrée de ce V8 passe de 3 996 cm3 à l'origine (AJ26&27), à 4 196 cm3 en 2002 (AJ34). Le moteur AJ27 été élu [Par qui ?] comme l'un des dix meilleurs moteurs du monde en 2000. La XK est équipée en série d'une boîte automatique électronique ZF à 6 rapports (6HP26), depuis l'année-modèle 2003 ; auparavant était montée une boîte automatique 5 rapports : ZF 5HP24 sur les XK8 ; Mercedes 722.6 sur les XKR.

## Jaguar XK / XKR (2006/2014)
La nouvelle Jaguar XK est présentée en 2006. C'est une toute nouvelle voiture, qui se distingue par un châssis et une carrosserie en aluminium, et des trains roulants plus modernes. Jaguar dote la version sportive XKR de 4 sorties d'échappements, au lieu de 2 sur la XK. Les voitures, badgées XKR, peuvent recevoir de surcroît des jantes spécifiques de 20 pouces et un freinage Brembo.
La nouvelle plateforme de la Jaguar XK provient de l'Aston-Martin DB9. Les mécaniques Jaguar se contentent de V8 par rapport à sa cousine qui bénéficie du V12 6.0. Cependant, la XKR est plus rapide que la DB9 grâce à l'ajout du compresseur sur le V8 5.0.
|  |  |  |

Le moteur a une cylindrée de 4,2 L puis de 5,0 litres en 2009, ce dernier étant totalement remanié. La puissance de l'XK atteint ainsi 550 ch DIN en version compressée, qui permet d'atteindre les 100 km/h en seulement 4,7 secondes (0 à 200 km/h : 16.6 secondes). Cette Jaguar est bridée à 250 km/h. La XKR est dotée du même 8 cylindres en V à 90° que la XK, à un détail près : l'alimentation est complétée par un compresseur volumétrique Eaton et un système d'admission variable. En conséquence, la puissance fait un bond de 116 ch, pour passer de 304 à 420 ch (510 ch en 2010 avec le nouveau V8 de 5,0 L). Il en est de même pour le couple : 560 N m (57 mkg) contre 420 N m (42,8 mkg) pour la XK8. La boîte, d'origine Mercedes (722.6) puis ZF (6HP26) est rapide, pour un modèle automatique d'architecture classique, changeant de rapport en moins de 100 millisecondes, et bénéficiant d'un mode sport que l'on peut activer ou désactiver en roulant.
En 2012, la Jaguar propose une version coupé 2 places avec un moteur 5.0 V8 de 550 ch. Suralimenté Édition Limitée S BA, 680 N m, pour une 0-100 km/h en 4,4 secondes et une vitesse maximum de 300 km/h.
Pour ce qui est de l'habitacle, Jaguar propose au choix un intérieur tout cuir et de nombreuses boiseries, ou au contraire un aspect plus sobre et sportif où l'aluminium et le carbone remplacent les boiseries. La nouvelle XK dispose d'un nouveau système de navigation.
Peu de GT 4 places et disponibles en cabriolet rivalisent en performances avec la XKR ; on peut cependant citer l'Aston Martin DB9 et la Maserati GranTurismo et Grancabrio pour la version cabriolet.

## Galerie

Jaguar XK8
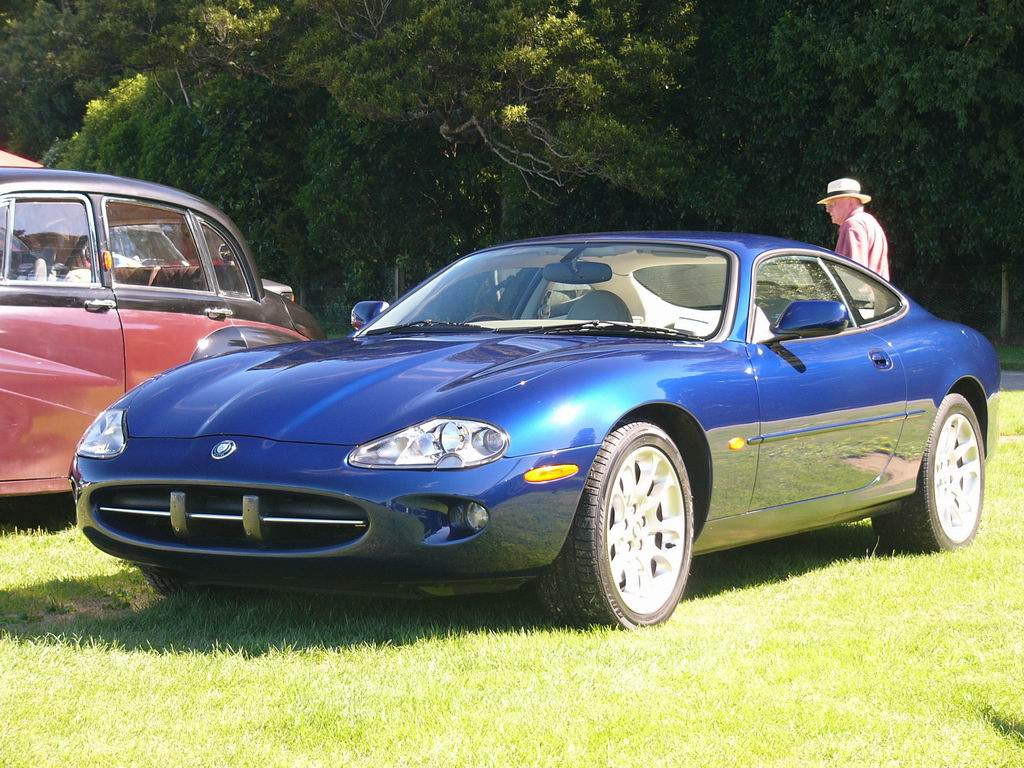
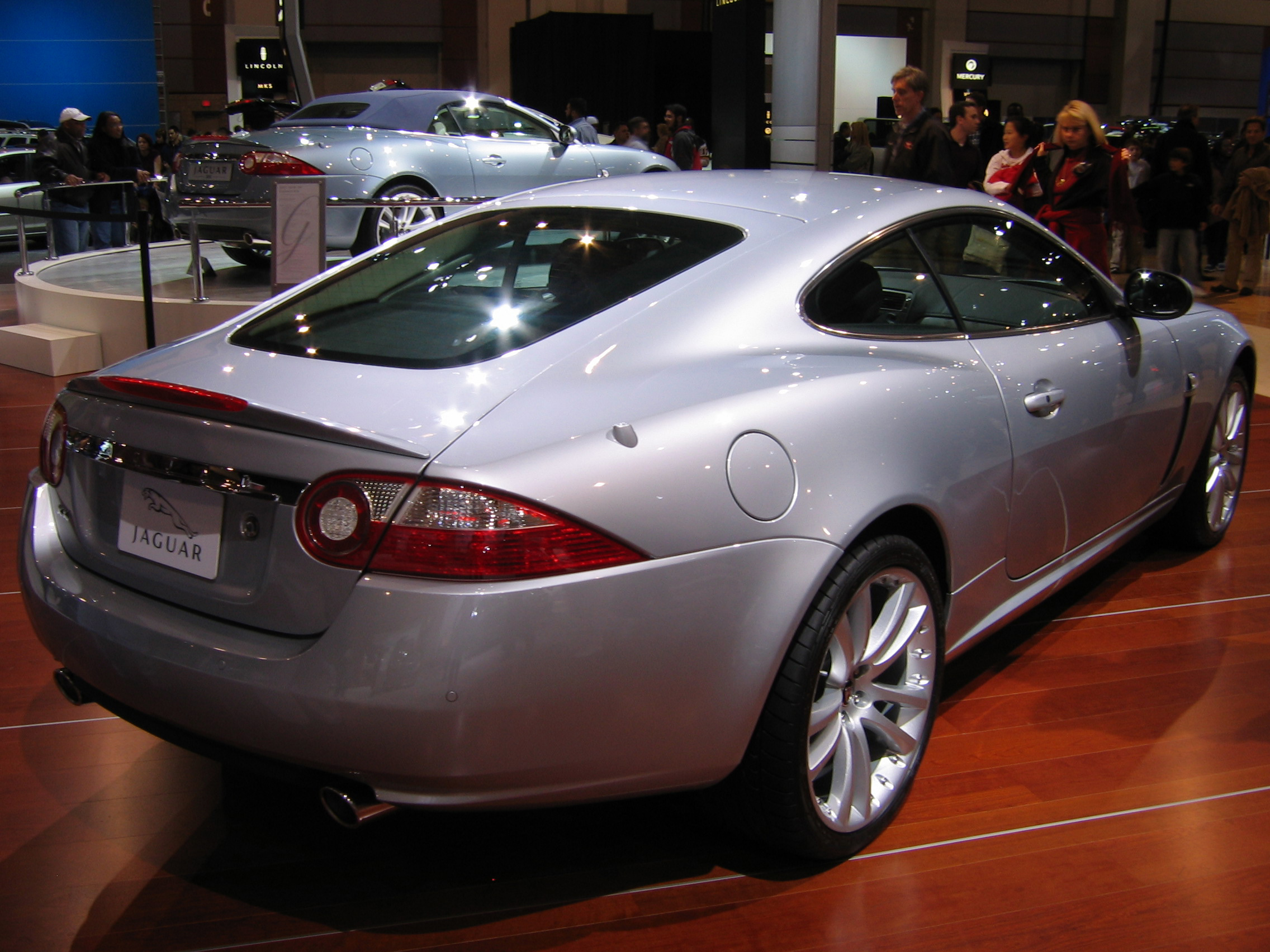
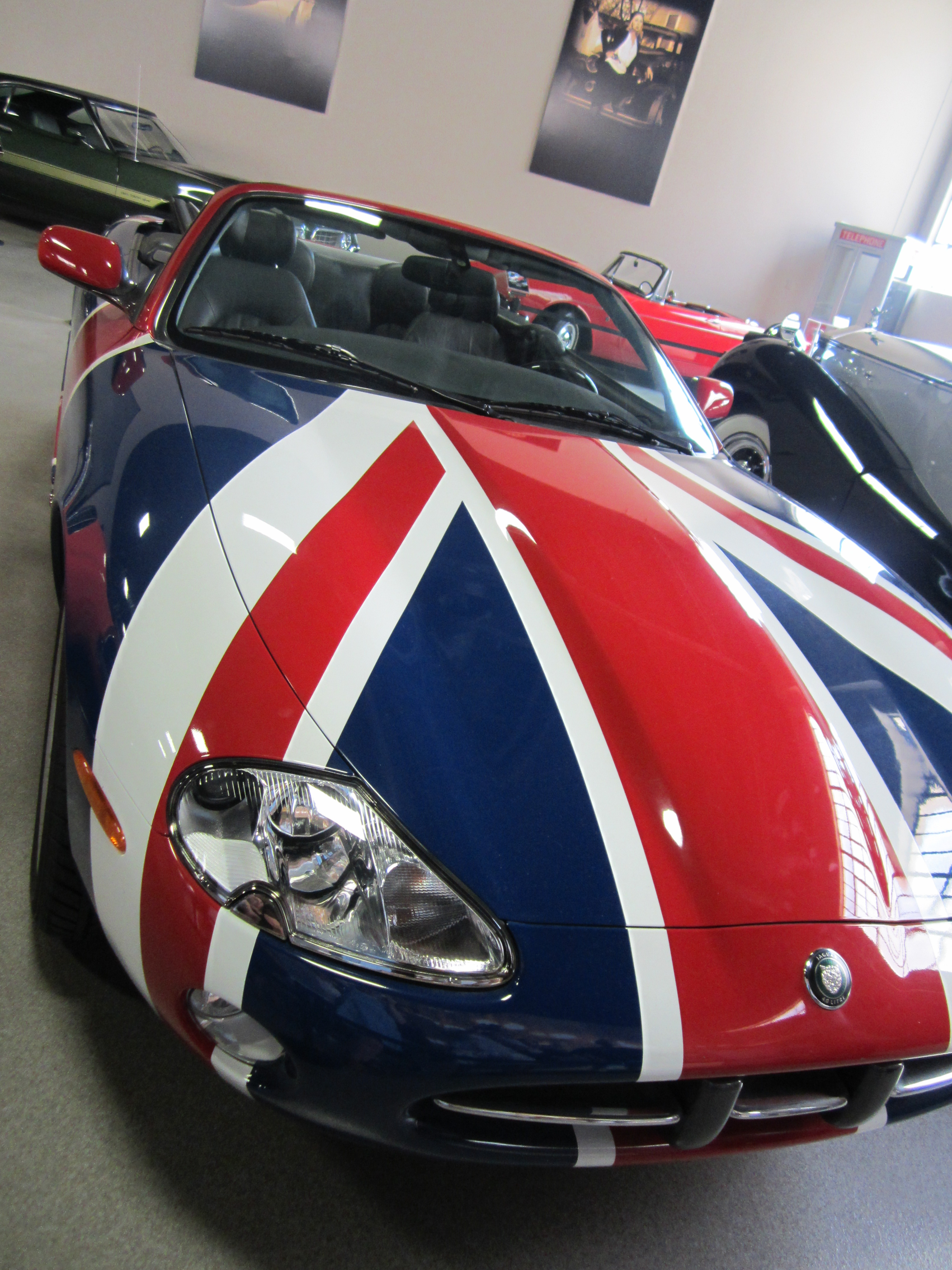
Jaguar XK8 Austin Power
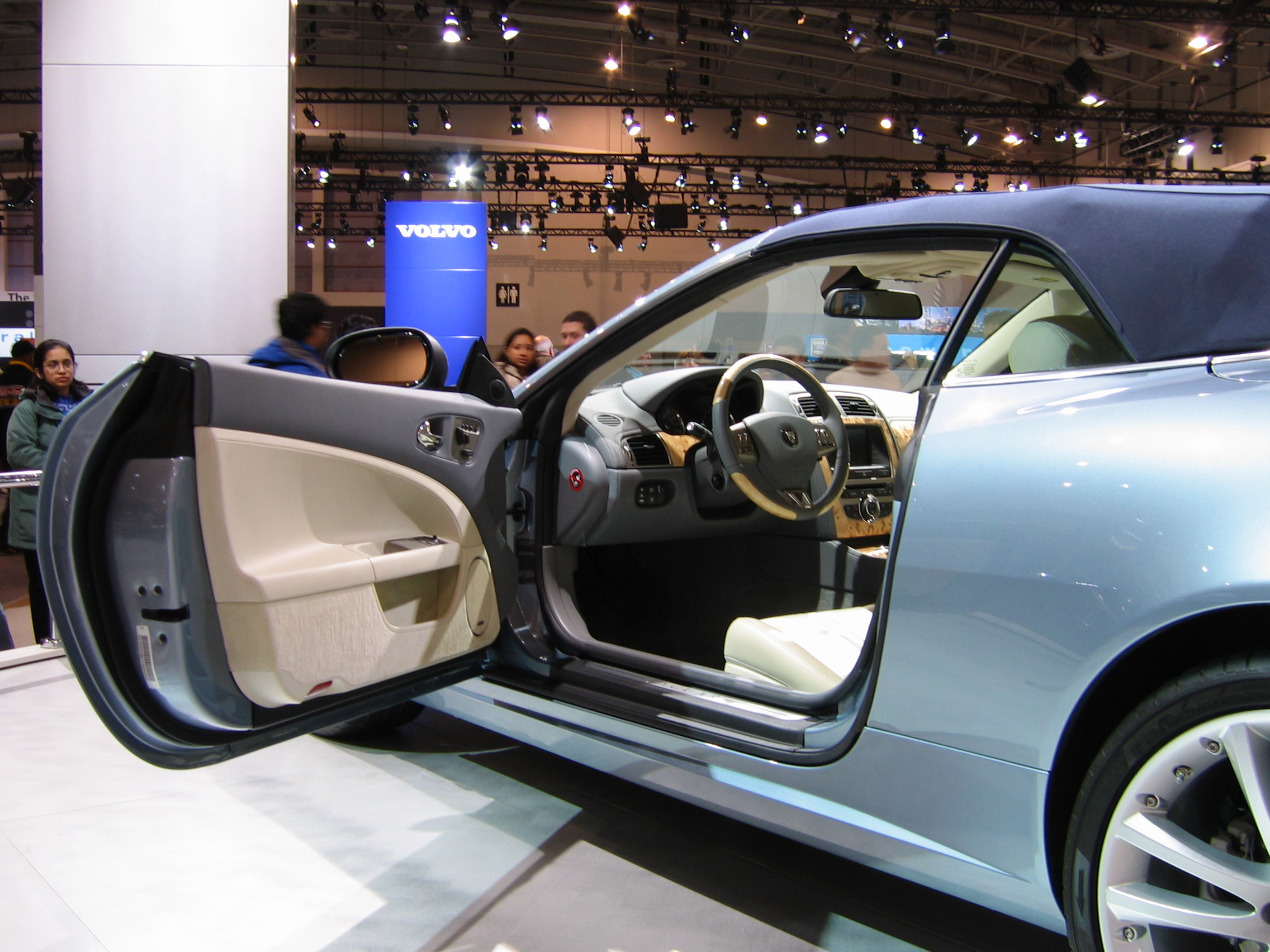
Jaguar XK8 convertible

Jaguar XKR-S
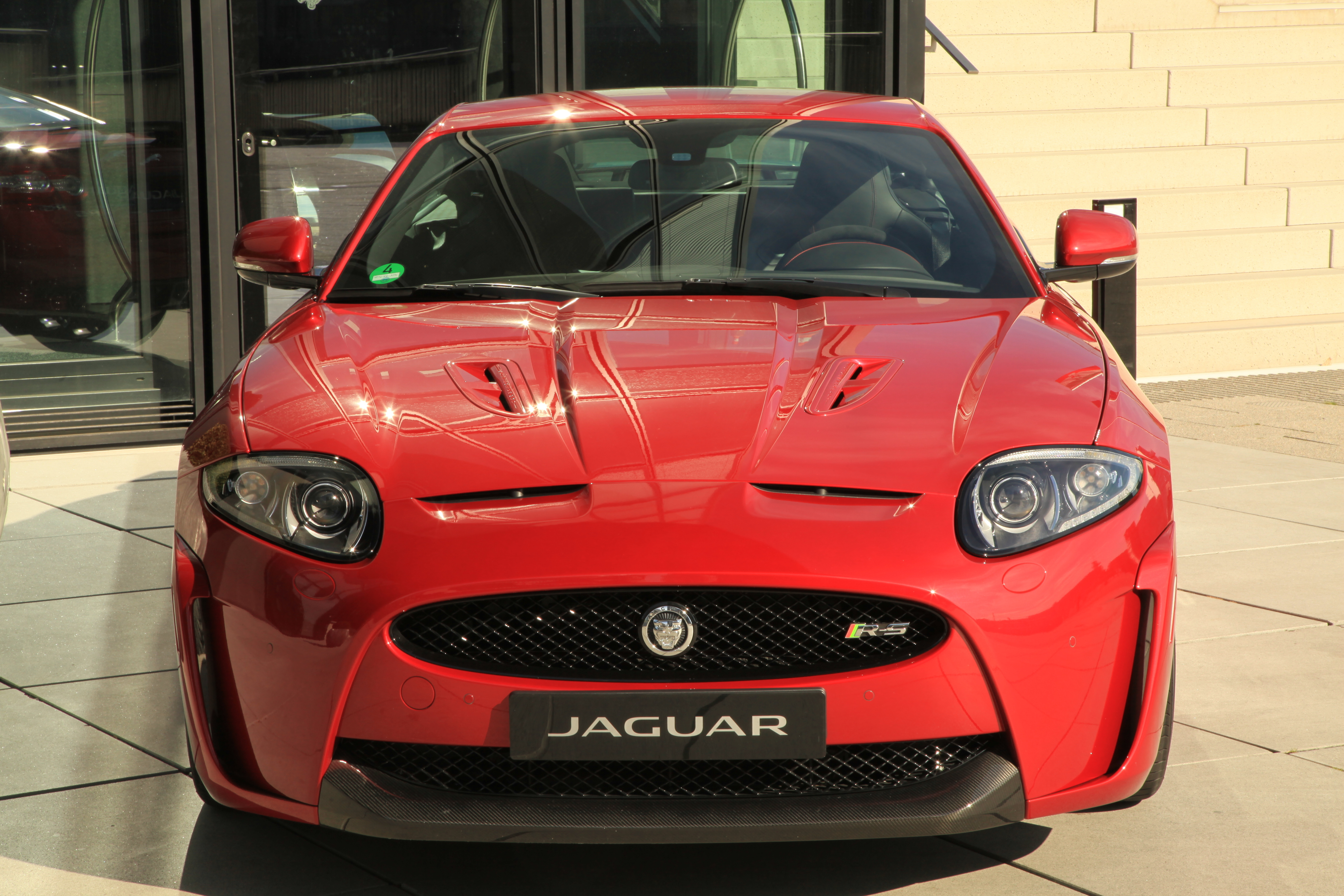
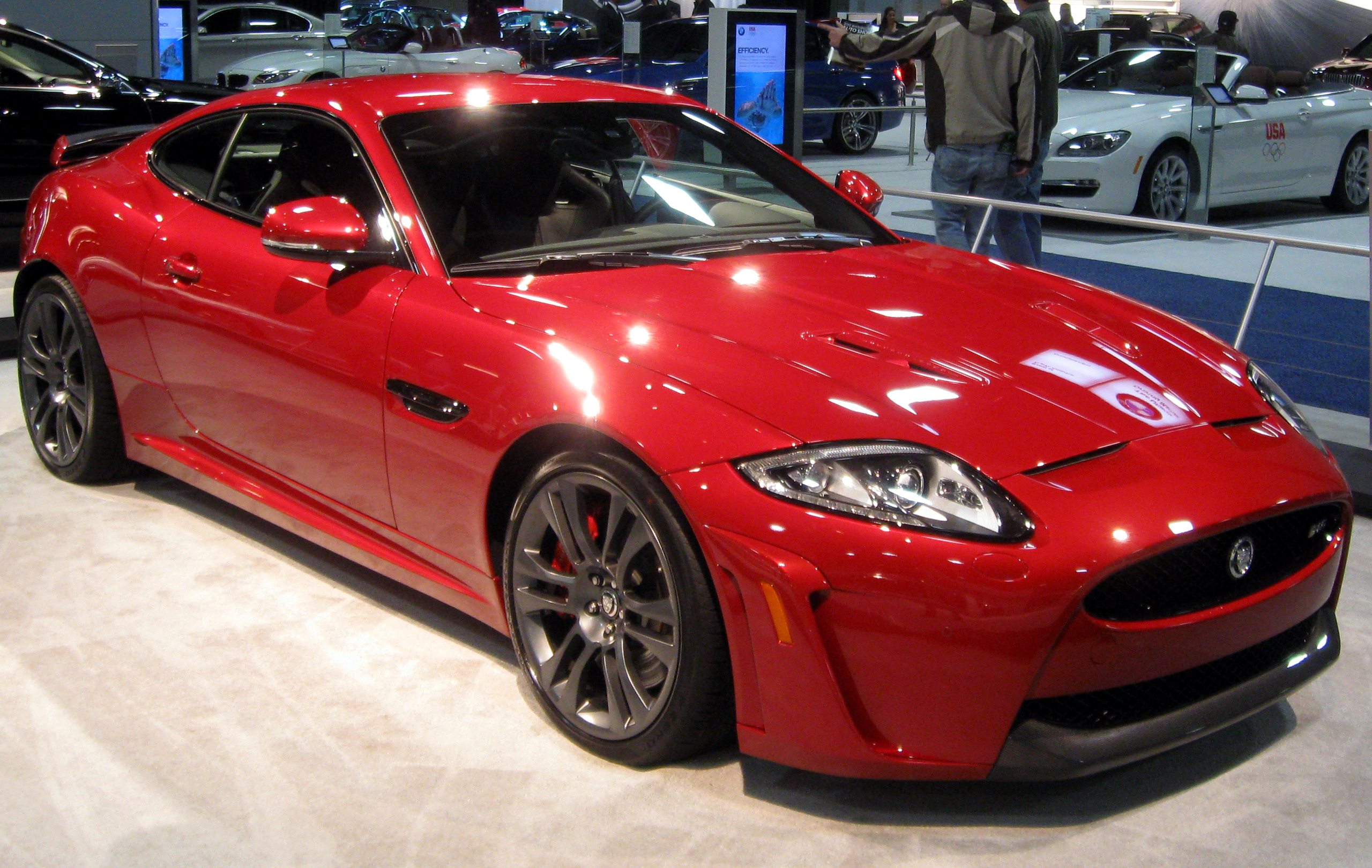
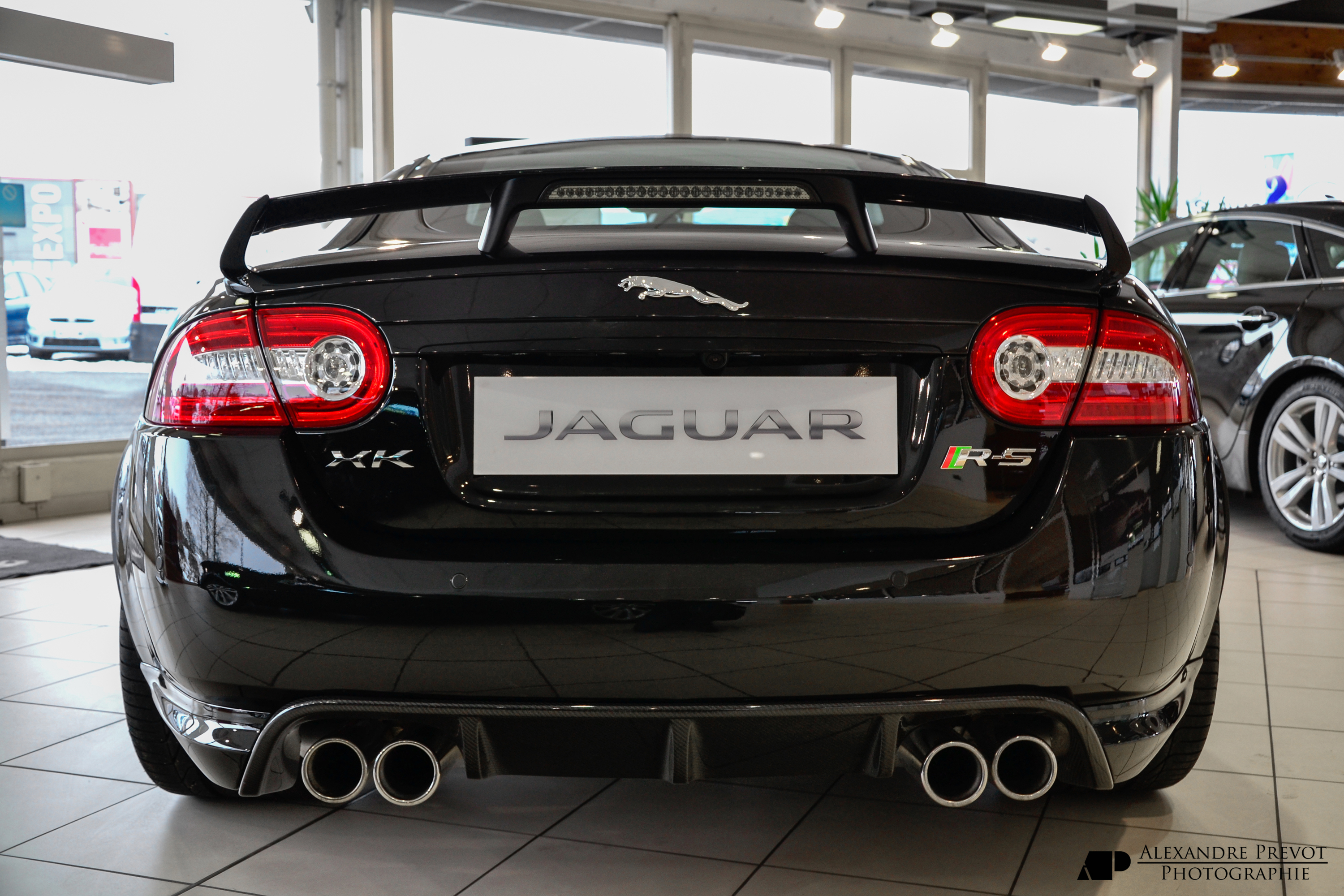

Jaguar XKR dans le film Meurs un autre jour de la saga James Bond
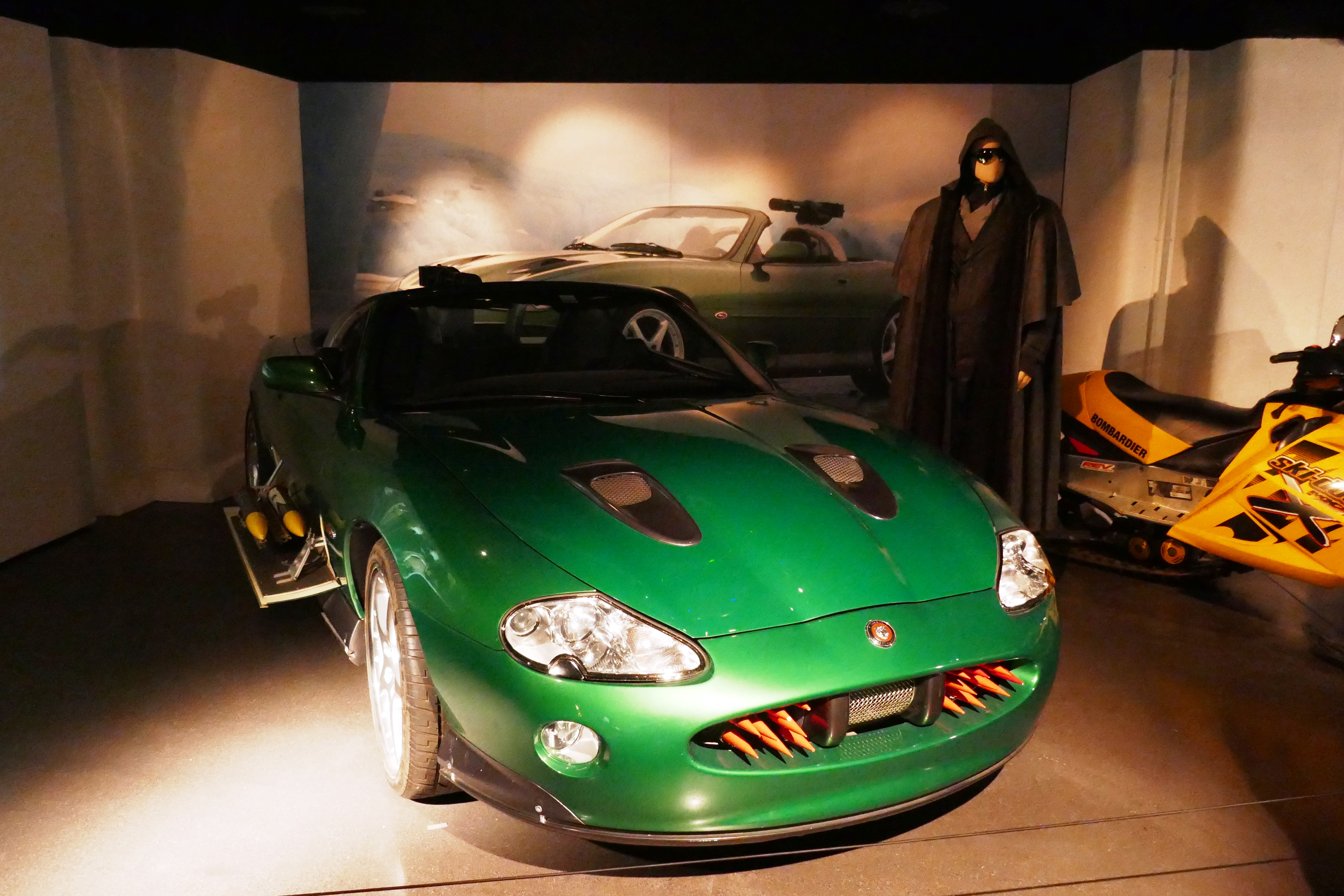

Autres photos :
- Jaguar XK8 Coupé sur Commons
- Jaguar XK8 Cabriolet sur Commons
- Jaguar XKR sur Commons
- Jaguar XKR-S sur Commons

## Filmographie
- Le héros de Memento conduit une XK8[4].
- Une XK8 en version cabriolet est conduite par les protagonistes dans le film Haute Voltige.
- Une XK8 en version cabriolet et modifiée est conduite par un des antagonistes, Zao, dans le film de James Bond, Meurs un autre jour.
- C'est la première voiture utilisée dans sa cavale par la fuyarde éponyme de l'album de B.D. XIII Mystery - Felicity Brown ;
- La nouvelle Jaguar XKR-S en vidéo source www.ActuAuto.TV)
- L'actualité de la Jaguar XK en vidéo source www.ActuAuto.TV)
- L'actualité de la Jaguar XK source www.ActuAuto.TV)